# Carmézia Emiliano
Carmézia Emiliano (Maloca do Japó,  Normandia, Roraima, 20 de abril de 1960) é uma artista plástica brasileira contemporânea. Indígena da etnia Macuxi, é considerada uma expoente da Arte Naïf, tendo participado das edições de 2014, 2012, 2010 e 2008 da Bienal Naïfs do Brasil. Carmézia Emiliano pinta essencialmente representações do cotidiano indígena em Roraima.

## Vida
Nascida na comunidade indígena de Maloca do Japó, mudou-se para Boa Vista (Roraima) em 1990, para trabalhar como empregada doméstica. Começou a pintar de forma autodidata a partir de 1992. Em 2005, conheceu Augusto Luitgards, que se tornou seu marchand e levou suas obras a circularem pelo país, participando de exposições e recebendo premiações.

## Exposições individuais
- "Maloca Querida" na Intendência, em Boa Vista, Roraima, 2017;
- ‘‘Makushi, mulher, mãe e artista", em Boa Vista, Roraima, 2015;[9]
- Exposição individual no Centro Multicultural da Orla Taumanan, em Boa Vista, Roraima, 2013
- Exposição individual na Assembleia Legislativa do Estado de Roraima, 2013
- Exposição individual na Galeria de Arte Centro de Turismo Ecológico Refazenda, em Boa Vista, Roraima 2013
- Exposição individual no Palácio do Planalto, Brasília, Distrito Federal, 2006
- "Parixara", Memorial dos Povos Indígenas, Brasília, Distrito Federal, 2006
- Exposição individual na Fundação Pró-Roraima, Boa Vista, Roraima, 2001
- "Lendas, costumes e histórias do povo Macuxi" no SESC Roraima, Boa Vista, Roraima, 1996[6]

## Participação em exposições
- Participação na Bienal Naïfs do Brasil, Sesc Piracicaba (SP), 2014;
- Participação na exposição Primeiro Encontro de Todos os Povos, Centro Cultural União Operária, Universidade Federal de Roraima, 2013;
- Participação na Bienal Naïfs do Brasil, SESC Piracicaba (SP), 2012, com a obra "Corrida da Massa";
- Participação na exposição "Índios", Espaço Cultural Casa do Neuber, Boa Vista, Roraima, 2012;
- Participação e premiação ("Prêmio Incentivo") na Bienal Naïfs do Brasil, SESC Piracicaba (SP), 2010, com as obras "Dança do Beija Flor" e "Cereia";
- Participação na exposição "Cores da Terra: um olhar sobre a arte  naïf brasileira”, Galeria do Centro Cultural da Casa Thomas Jefferson, 2010;
- Participação na exposição "Artistas Brasileiros - 2008", Senado Federal, Brasília, 2008;
- Participação na Bienal Naïfs do Brasil, SESC Piracicaba (SP), 2008, com as obras "Espremendo Caju" (que ganhou menção honrosa) e "Fazendo Panela";
- Participação na exposição "Descobrindo  o  Brasil  Naïf", acervo do Museu Internacional de Arte Naïf, Conjunto Cultural da Caixa Econômica Federal, Brasília, 2007;
- Participação na exposição "Arte Feminina, Substantiva e Plural", Shopping Casa Park, Brasília, 2007;
- Participação na exposição "Arte SESC", SESC Boa Vista (RR), 2007;
- Participação na exposição "Alma Brasileira: Uma mostra em homenagem ao talento muito peculiar dos artistas naïfs", Shopping Casa Park, Brasília, 2006;
- Participação na exposição "Festa no Interior", Shopping Casa Park, Brasília, 2006;
- Participação em exposição no Paiol da Cultura, Manaus, 2003;
- Participação na exposição coletiva em homenagem ao dia do pintor e do artista plástico, Secretaria de Educação, Cultura e Desportos do Estado de Roraima, 1999;
- Participação na exposição "Arte Roraima", Shopping Boa Vista e SESC/RR, 1998;
- Participação no I Salão de Artes Visuais do SESC/RR, 1996, onde obteve o terceiro lugar.[6]

## Prêmios
- Prêmio aquisição das obras "Parixara" e "Lenda do Monte", SESC Piracicaba (SP), passando as obras a fazer parte do acervo do SESC/SP;
- Obtenção do Prêmio de Notoriedade Cultural concedido pelo Governo do Estado de Roraima, 2003
- Prêmio Buriti da Amazônia de Preservação do Meio Ambiente, categoria revelação, 1996.[6]